# Kummitusjuna
Kummitusjuna è il quarto EP della band heavy metal finlandese Kotiteollisuus, pubblicato il 13 giugno 2007.

## Tracce
Musiche di Jouni Hynynen, Janne Hongisto, Jari Sinkkonen, Tuomas Holopainen.
1. Kummitusjuna – 4:21
2. Kuolemajärvi – 5:35
3. Veisu – 5:01
4. Aamusta aamuun – 6:20
5. Kielletyn puun hedelmä (live) – 4:10
6. Murheen mailla (live) – 4:15

Durata totale: 29:42
Le tracce live sono state registrate a Kitee nel maggio 2006

## Formazione
Jouni Hynynen - voce, chitarra

Janne Hongisto - basso

Jari Sinkkonen - batteria

Tuomas Holopainen - tastiera